# Бад-Штаффельштайн
Бад-Штаффельштайн (нем. Bad Staffelstein) — город в Германии, курорт, расположен в земле Бавария. 
Подчинён административному округу Верхняя Франкония. Входит в состав района Лихтенфельс.  Население составляет 10 618 человек (на 31 декабря 2010 года). Занимает площадь 99,39 км². Официальный код  —  09 4 78 165.
Город подразделяется на 20 городских районов.
В 7 км к востоку от Бад-Штаффельштайна находится Швабталь, который насчитывает около 200 жителей.

## История
Штаффельштайн был впервые упомянут около 800 года и получил статус города в 1130 году. Статус курорта ему был присвоен в 2001 году.
В 1846 году, со строительством Людвигской железной дороги Юг-Север, город был соединен с баварской железнодорожной сетью.
Районная реформа 1972 года принесла много изменений в Штаффельштайн. За исключением районного управления все остальные центральные администрации были распущены. После реформы муниципальной территории в 1978 году утрата административной власти и централизации стала более сбалансированной.
Об этом месте писал также Генрих Карл, штатный хроник Staffelstein в 1905 году.

## Достопримечательности
- Музей города  Бад-Штаффельштайн
- Коллекция ископаемых в замке Банц

## Известные люди
- Адам Ризе (1492–1559), математик. Его арифметические книги использовались для обучения в школах в 18 веке. Даже сегодня можно услышать немецкое выражение «Das macht nach Adam Ries (e) ...» («Согласно Адаму Райсу, это дает нам ...»).
- Питер Циллиг (1855-1929), учитель и педагог, писатель.

- Юбер Вебер (1920–2013), художник и скульптор.

## События и праздники
- Staffelsteiner Autofrühling (март)
- Песни Эйнема Соммерабенд (июль)
- Альтштадтфест (конец июля)
- Пивной пивовар (Успение Марии, 15 августа)
- Обермейн-марафон (апрель)

## Постройки
5 июля 1684 года пожар уничтожил почти весь центр города. Поэтому большинство домов в Штаффельштайне сегодня датируются после пожара.
- Ратуша, построенная в период с 1684 по 1687 год, представляет собой трехэтажный франконский фахверковый дом, который возвышается на рыночной площади города.
- Башня Бамберга (обычно называемая Stadtturm) - единственная сохранившаяся башня из городских укреплений. В течение некоторого времени она использовалась для демонстрации произведений искусства.
- Банц - аббатство и замок.
- Базилика Верхнего Хайлигена.

## Население
По оценке на 31 декабря 2015 года население общины Бад-Штаффельштайн составляет 10 231 чел. 

| Дата      | 1840 | 1871 | 1900 | 1925 | 1939 | 1950 | 1961 | 1970 | 1987 | 2011  |
| --------- | ---- | ---- | ---- | ---- | ---- | ---- | ---- | ---- | ---- | ----- |
| Население | 5774 | 6286 | 6087 | 6187 | 6523 | 9775 | 9531 | 9804 | 9883 | 10285 |

| Год       | 1960 | 1970 | 1980  | 1990  | 2000  | 2009  | 2010  | 2011  | 2012  | 2013  | 2014  | 2015  |
| --------- | ---- | ---- | ----- | ----- | ----- | ----- | ----- | ----- | ----- | ----- | ----- | ----- |
| Население | 9386 | 9816 | 10028 | 10291 | 10561 | 10499 | 10618 | 10306 | 10254 | 10121 | 10125 | 10231 |

## Достопримечательности
- Бывший монастырь Банц
- Базилика Фирценхайлиген